# 城固文庙
城固文庙位于中国陕西省汉中市城固县城固师范学校附属小学校内，1984年被列为县级重点文物保护单位，2008年被列为第五批陕西省文物保护单位，2019年作为“国立西北联合大学旧址”的一部分公布为第八批全国重点文物保护单位。

## 简介
城固文庙现仅存大成殿，始建于北宋徽宗崇宁二年（1103年），明朝万历、清康熙年间重修，1956年大修，文革破四旧时屋脊檐饰被毁。砖木结构，单檐歇山顶，面阔30米，进深三间，高约12米。《城固县志》载：“先师庙，明称大成殿，在县治东。”城固县建县较早，故而文庙建得也早，且规模较大，建筑规格也较高。但近代由于文庙作用逐步消失，大部分建筑已被改造，今仅存大成殿。该殿明三暗五，宽12米，进深长30米，高13米，黄琉璃覆盖，斗拱并架，飞檐翘角，歇山顶，壮观大方。
城固县人民政府于1984年1月公布其为县级重点文物保护单位。
在全面抗战时期，曾是国立西北联合大学师范学院本部和文理学院的男生宿舍。